# Phegeus (Indien)
Phegeus (altgriechisch Φηγεύς) war ein in der zweiten Hälfte des 4. Jahrhunderts v. Chr. lebender  indischer Fürst. Er begegnete Alexander dem Großen während dessen Asienfeldzug.

## Leben
Das von Phegeus beherrschte Land lag östlich des Königreichs des Sopeithes unweit des Hyphasis (der heutige Beas), des letzten Stroms des Pandschab. Sein Name war wohl von jenem der von ihm regierten Region abgeleitet. Sein Stamm lebte u. a. vom Ackerbau.
Nach der Unterwerfung des Achämenidenreichs war Alexander der Große zu seinem Indienfeldzug aufgebrochen. Als er 326 v. Chr. nach schweren Kämpfen bis in die Nähe des Hyphasis vorgedrungen war, konnte er die kampflose Unterwerfung des Phegeus entgegennehmen. Der indische Fürst zog gemeinsam mit Sopeithes dem Makedonenkönig entgegen, überbrachte ihm Geschenke und sorgte zwei Tage lang für dessen Verköstigung. Dafür beließ Alexander ihm die Herrschaft über sein Reich, doch musste Phegeus die Oberherrschaft des indischen Königs Poros anerkennen. Dann geleitete Phegeus den Makedonenkönig und sein Heer an den Hyphasis und gab ihm Auskunft über die Größenverhältnisse und Streitkräfte der östlich dieses Flusses liegenden indischen Reiche. Dabei soll er laut einer wohl auf den Alexanderhistoriker Kleitarchos zurückgehenden Überlieferung ausgeführt haben, dass Alexander östlich des Hyphasis nach zwölf Tagesmärschen durch ein Wüstengebiet an den Ganges gelangen werde. Östlich davon läge das Reich des Königs Xandrames, der über die reichen Völker der Gangariden und Prasier gebiete und über starke Streitkräfte und Tausende Kriegselefanten verfüge. Poros habe Phegeus’ Angaben bestätigt. Diese Informationen sollen in Alexanders Heer große Unruhe ausgelöst haben und der Grund gewesen sein, dass die makedonischen Soldaten ihren König zur Umkehr zwangen. Der in den griechischen Berichten erwähnte König Xandrames wird von Althistorikern mit Dhana Nanda, dem letzten König des Nandareichs, identifiziert, die Historizität der Episode, dass Phegeus dem Makedonenkönig die erwähnten Auskünfte über Xandrames gegeben habe, aber von einigen Altertumswissenschaftlern wie Dietmar Kienast bezweifelt. Dagegen hegen andere Althistoriker wie Siegfried Lauffer und Alexander Demandt keine grundsätzliche Skepsis gegenüber dieser Überlieferung.